# Elecciones parlamentarias de Cabo Verde de 1991
Las elecciones parlamentarias de Cabo Verde de 1991 tuvieron lugar el 13 de enero del mencionado año con el objetivo de elegir a los 79 miembros de la Asamblea Nacional Popular para su cuarta legislatura, la cual ejercería su mandato por el período 1991-1996. Se trató de las primeras elecciones luego de la abolición del régimen socialista de partido único regido por el Partido Africano de la Independencia de Cabo Verde (PAICV), vigente desde la independencia del país en 1975. Fueron, por lo tanto, las primeras elecciones competitivas y libres de la historia caboverdiana.
El proceso de transición fue organizado durante los once meses previos a las elecciones desde el gobierno del PAICV, que había sido encabezado por el presidente Aristides Pereira y el primer ministro Pedro Pires durante toda su existencia, en respuesta a una creciente presión interna y externa para forzar la democratización tras el colapso del Bloque del Este a fines de 1989. Las circunscripciones electorales empleadas fueron las mismas que en las elecciones de 1985. El legislativo saliente se limitó a reformar la constitución para permitir la constitución de partidos políticos distintos al PAICV y aprobar una ley electoral que instauraba un sistema de representación proporcional por listas en cada circunscripción, instaurando además la modalidad del sufragio en el extranjero. La aprobación de una nueva constitución que institucionalizó el multipartidismo, entre otras modificaciones, correspondió al siguiente legislativo electo.
De cara a las elecciones, grupos de oposición interna al PAICV se agruparon en el Movimiento para la Democracia (MpD), un partido de carácter centrista, demócrata cristiano y liberal, que concurrió bajo el liderazgo del diputado saliente Carlos Veiga. El primer ministro Pires asumió como secretario general del PAICV tras la dimisión de Pereira en julio de 1990 y lideró al antiguo partido único en su primera campaña competitiva. Debido a que fueron los únicos dos partidos que presentaron debidamente sus documentos, la elección fue puramente bipartidista y se limitó a una competencia entre una lista del PAICV y una del MpD en cada uno de los distritos electorales del país.
Con un discurso en torno a la modernización y democratización, sumado al descontento público con el gobierno de partido único, el MpD obtuvo una aplastante victoria con el 66,41% del voto popular y una mayoría absoluta de dos tercios con 56 de los 79 escaños. El PAICV se benefició del carácter polarizado de la elección y obtuvo el 33,59% de los votos, con los 23 escaños restantes. Sin embargo, resultó derrotado en todos los centros urbanos de importancia y su presencia se vio reducida a algunas regiones del Sotavento caboverdiano, mientras que el MpD obtuvo abrumadores triunfos en el Barlovento (la región de mayor oposición al régimen de partido único) y entre clase media urbana del país. La concurrencia a votar fue elevada, alcanzando un 75,27% del electorado registrado.
El gobierno del PAICV colapsó inmediatamente después de la derrota y Pires dimitió como primer ministro pocas horas después de conocerse los resultados, aduciendo que carecía del apoyo necesario para continuar al frente del país hasta la jura de los cargos electos. El líder del MpD, Veiga, asumió como primer ministro el 26 de enero, presidiendo una administración provisional hasta las elecciones presidenciales de febrero, en las que António Mascarenhas Monteiro, candidato del MpD, derrotó a Pereira por un margen aún más amplio. El 4 de abril, tras ser designado de manera formal, Veiga prestó juramento como el primer jefe de Gobierno democráticamente electo de la historia de Cabo Verde. Las elecciones inauguraron además un sistema bipartidista entre el MpD y el PAICV, que no se ha interrumpido desde entonces.

## Antecedentes
Cabo Verde obtuvo su independencia de Portugal en 1975, luego de la guerra colonial portuguesa, en la que no participó, y el Partido Africano para la Independencia de Guinea y Cabo Verde (PAIGC), tomó el control tanto de Guinea-Bisáu como de Cabo Verde, instaurándose en ambos países regímenes de partido único. Aunque al principio el objetivo del PAICG era unificar Cabo Verde con la Guinea-Bisáu en un solo país, finalmente el gobierno caboverdiano encabezado por Aristides Pereira como presidente y Pedro Pires como primer ministro cortó relaciones con el PAICG continental luego del golpe de Estado ocurrido en Guinea-Bisáu en 1980. Desde 1981, el PAIGC caboverdiano cambió su nombre a Partido Africano de la Independencia de Cabo Verde (PAICV). A finales de la década de 1980, el término de la Guerra Fría y la caída del comunismo en Europa condujo a que el gobierno caboverdiano, afectado por un declive económico a partir de 1988, se viera forzado a negociar una transición democrática. El 19 de febrero de 1990, se realizó un congreso extraordinario del PAICV en el que se trató esta cuestión. Esa misma noche, el primer ministro Pedro Pires anunció el comienzo de la transición hacia el multipartidismo.
Tras el anuncio, numerosos políticos de la oposición comenzaron a operar en Cabo Verde. El 14 de marzo de 1990, mediante la firma de un documento por parte de quinientas personas, se fundó el Movimiento para la Democracia (MpD), un partido de centro liberal y demócrata cristiano, que en última instancia sería la única competencia que enfrentaría el PAICV en las elecciones fundacionales. A pesar de que la transición democrática se manejó con relativa eficacia y fue elogiada internacionalmente, la velocidad y el escaso tiempo de registro para partidos políticos dificultó el acceso a los medios de difusión de terceros partidos fuera del PAICV y el naciente MpD. La Unión Caboverdiana Independiente y Democrática (UCID), que había sido fundada en el exilio en 1977 y provenía de los primeros grupos de oposición al PAICV excluidos de las conversaciones con Portugal para la independencia, no pudo presentar sus documentos a tiempo, a pesar de haber obtenido su registro legal, y no podría competir sino hasta las siguientes elecciones. Lo mismo ocurrió con la maoísta Unión del Pueblo de las Islas de Cabo Verde (UPICV), liderada por José Leitão da Graça, que se disolvería antes de lograr disputar una elección. El 29 de septiembre de 1990, la Asamblea Nacional Popular emitió un voto unánime a favor de abolir el Artículo 4 de la Constitución, que establecía el monopolio del PAICV, y el MpD pudo realizar su primer congreso público en noviembre.

## Reglas electorales

### Sistema electoral
Las leyes electorales provisionales, que serían posteriormente institucionalizadas una vez asumido el gobierno democrático, establecían que la Asamblea Nacional, compuesta por 79 miembros, sería elegida mediante un sistema de escrutinio proporcional plurinominal con listas cerradas. El país sería dividido en veintidós circunscripciones, con al menos dos diputados cada una, teniendo para esta elección un máximo de doce en dos distritos (Praia Urbano y Nossa Senhora da Luz). Los escaños serían distribuidos por representación proporcional mediante el sistema d'Hondt.
Los residentes que podrían registrarse para votar debían ser ciudadanos caboverdianos que tuvieran dieciocho años edad, y no estuvieran bajo tutela especial, se consideraran mentalmente enfermos o estuvieran encarcelados con una condena penal. Los mismos requisitos se requerían para presentar una candidatura, sin diferencias en cuanto a la ciudadanía.
El derecho a participar en la votación para los caboverdianos residentes en el extranjero se instauró en la ley electoral, y sería consagrado en la constitución posterior. Se instaurarían escaños para los distintos continentes donde residieran caboverdianos expatriados (que serían América, África, y «Europa y el resto del mundo»). Para poder votar en el extranjero, no se podía tener doble nacionalidad, lo cual limitó severamente el alcance del registro.

### Cargos por circunscripción
| Isla        | Circunscripción                                      | Diputados |
| ----------- | ---------------------------------------------------- | --------- |
| Boavista    | João Baptista/Santa Isabel                           | 2         |
| Brava       | São João Baptista/Nossa Senhora do Monte             | 2         |
| Fogo        | Nossa Senhora da Conceição/Santa Catarina            | 3         |
| Fogo        | São Lourenço                                         | 2         |
| Fogo        | Nossa Senhora da Ajuda                               | 2         |
| Maio        | Nossa Senhora da Luz                                 | 2         |
| Sal         | Nossa Senhora das Dores                              | 2         |
| Santiago    | Praia Urbano                                         | 12        |
| Santiago    | Praia Rural 1                                        | 2         |
| Santiago    | Praia Rural 2                                        | 2         |
| Santiago    | Santa Catarina                                       | 6         |
| Santiago    | São Salvador do Mundo                                | 2         |
| Santiago    | São Lourenço dos Órgãos/Santiago Maior               | 5         |
| Santiago    | Santo Amaro Abade/São Miguel                         | 5         |
| Santo Antão | Nossa Senhora do Livramento/Nossa Senhora do Rosário | 2         |
| Santo Antão | Santo Crucifixo/São Pedro Apóstolo                   | 2         |
| Santo Antão | Santo António das Pombas                             | 2         |
| Santo Antão | Santo André                                          | 2         |
| Santo Antão | São João Baptista                                    | 2         |
| São Nicolau | Nossa Senhora do Rosário                             | 3         |
| São Nicolau | Nossa Senhora do Lapa                                | 2         |
| São Vicente | Nossa Senhora da Luz                                 | 12        |
| Diáspora    | África                                               | 1         |
| Diáspora    | América                                              | 1         |
| Diáspora    | Europa y Resto del Mundo                             | 1         |
| Total       | Total                                                | 79        |

## Campaña

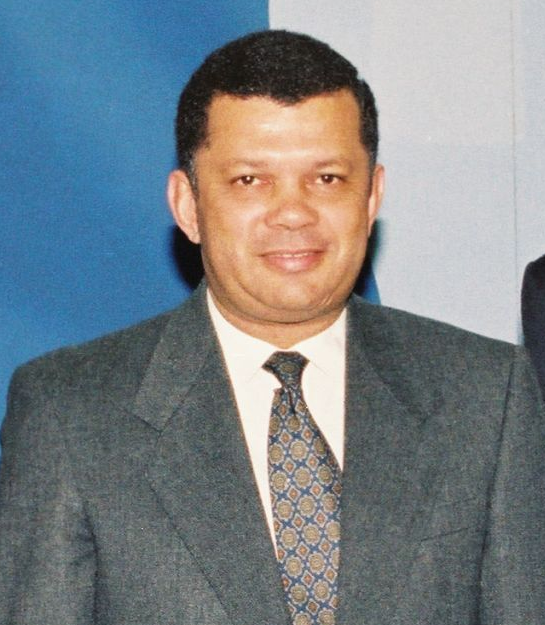
Carlos Veiga, líder del MpD.

Al haber podido presentarse solo el PAICV y el MpD, la elección fue completamente polarizada entre ambas fuerzas, con sus líderes Aristides Pereira y Pedro Pires, y António Mascarenhas Monteiro y Carlos Veiga disputándose respectivamente la presidencia de la República (cuya elección tendría lugar un mes después de las parlamentarias) y la mayoría en la Asamblea Nacional. El columnista Vadinho Velhinho se burló de las campañas de ambos partidos en un artículo, afirmando que: «El PAICV y el MpD prometen tanto al pueblo caboverdiano que si se unieran, incluso podrían prometer un nuevo pueblo».

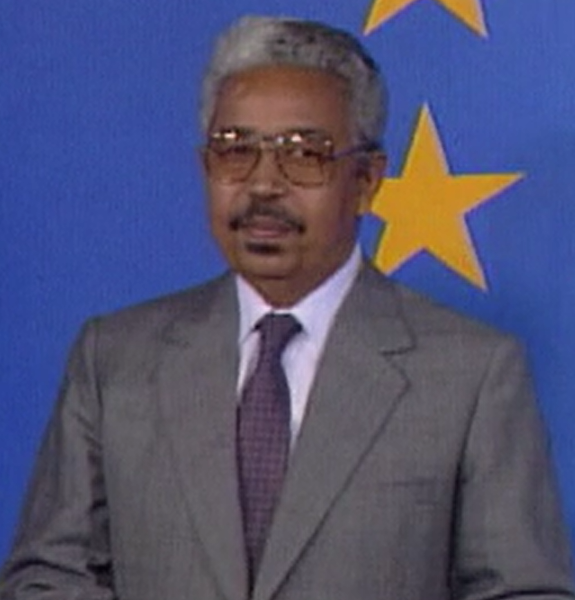
Pedro Pires, líder del PAICV y primer ministro saliente.

La campaña del MpD se centró en resaltar los valores de la democracia y los derechos humanos, pero también al cambio económico. Durante una visita a la isla de Santo Antão, Veiga proclamó que los caboverdianos no debían tenerle miedo al cambio, y que «ningún país que haya adoptado la democracia ha retrocedido». Resaltó y describió con dureza los abusos contra los derechos humanos cometidos por el gobierno del PAICV y la necesidad de ponerles fin. Veiga aprovechó su estancia en Santo Antão, que era la isla más castigada por la represión del régimen, para reunirse con víctimas de abuso policial y compartir sus historias. Se comprometió a buscar la derogación de la Ley de Reforma Agraria y emitió una frase que pasaría a ser la más utilizada en el período de campaña: «Es tiempo de que Cabo Verde se destete del PAICV».
El MpD disfrutó de un claro apoyo de la Iglesia católica, que se mantenía opositora al gobierno del PAICV. Menos de tres semanas antes de las elecciones, con motivo de su mensaje de Navidad, el 25 de diciembre de 1990, el obispo Paulino Évora, pidió a los católicos caboverdianos que se abstuvieran de votar a la lista del «partido no confiable» (en referencia al PAICV) porque «su programa electoral no garantiza el respeto por los valores más fundamentales como la religión, la familia, la vida (en especial la vida dentro del vientre materno) y la libertad». Veiga finalizó la campaña del MpD prometiendo que no habría ninguna revancha política contra los partidarios del PAICV si su fuerza ganaba las elecciones, y afirmó que: «la gente tendrá que elegir entre la continuación de estos quince años o el cambio para una vida mejor».
Con la desventaja de su desgaste y escaso apoyo popular, el PAICV apeló a sostener que su victoria implicaría mantener la estabilidad social, la conquista de una mayor soberanía para el país con respecto a actores externos, y la unidad nacional, resaltando la experiencia del partido en la gobernanza cotidiana, de la que sus opositores carecían. Uno de sus principales eslóganes de campaña fue: «Nu ca cré aventura» (del criollo caboverdiano: "¡No es tiempo para aventuras!"), que Pires justificó en que un posible cambio de gobierno podía implicar una «aventura» que conllevaría probables riesgos políticos y económicos para el país. El PAICV también acusó al MpD de tener la intención de «vender Cabo Verde a extranjeros por medio de sus abogados». La frase provenía de un caso que Veiga, como abogado, había atendido defendiendo al empresario británico David Grepner ante el estado caboverdiano por la nacionalización de un terreno que había comprado a una empresa en quiebra. Dicho caso, que ya no era atendido por Veiga, había sido llevado a instancias internacionales y se resolvería después de las elecciones.
Aunque todavía gozaba de un cierto prestigio público por su papel en la lucha por la independencia de Portugal, el PAICV se vio afectado de cara a las elecciones por el historial de un gobierno autoritario de partido único, así como el deterioro de la situación económica, y ciertas leyes aprobadas en el período previo a lo comicios, relativas a la reforma agraria y la interrupción voluntaria del embarazo. Con posterioridad a las elecciones, Pires analizaría que principalmente esas legislaciones, que enajenaron a los votantes más conservadores, fueron los principales motivos de la derrota del PAICV. Pires también declaró que el MpD fue «hábil a la hora de tocar puntos sensibles» y dejó al PAICV con «dificultades para defenderse o emprender el mismo camino». El último día de campaña, Pires destacó que el PAICV fue en última instancia el partido que propuso el multipartidismo y destacó la transición ordenada.
Aunque reconocida en gran medida como pacífica, la campaña tuvo algunos momentos de tensión y denuncias. El PAICV denunció que el MpD había emprendido una campaña sucia contra sus dirigentes, al publicar un folleto en el que describía a Pedro Pires como un «ladrón y asesino», y añadía información sobre la riqueza acumulada por las figuras políticas destacadas del partido, que el PAICV calificó como falsa. El MpD también realizó acusaciones en contra del PAICV, en gran medida por su estrategia en el extranjero. La oposición denunció los dichos de António Almeida Santos, exministro portugués, que habría sugerido públicamente que Pedro Pires y Aristides Pereira debían seguir gobernando Cabo Verde. La prensa local afirmó que funcionarios del gobierno portugués estaban manteniendo una actitud «paternalista», y que no debían meterse en los asuntos internos de su antigua colonia.

## Resultados

### Resultado general
El resultado final confirmó que el Movimiento para la Democracia obtuvo un rotundo triunfo con el 66,41% de los votos positivos y una mayoría absoluta de dos tercios con 56 de los 79 escaños en disputa, lo que le permitía modificar la constitución sin negociar con el PAICV. El partido gobernante obtuvo el 33,59% restante de los votos y 23 bancas en el legislativo. El MpD obtuvo la victoria en casi todo el país, con la excepción de las islas de Fogo y Boa Vista, islas natales respectivas de Pires y Pereira, donde el PAICV retuvo una hegemonía perdurable, y en la isla de Maio, siendo curiosamente la última instancia hasta la fecha en la que el PAICV triunfó en dicha isla, pues no volvería a conseguirlo ni siquiera en las tres elecciones parlamentarias posteriores que ganó (2001, 2006 y 2011). En Santo Antão, donde se había producido el episodio de represión más emblemático del régimen de partido único, el 31 de agosto de 1981, durante una protesta contra la reforma agraria, el MpD obtuvo los 10 escaños en las distintas circunscripciones que representaban a la isla.
La victoria del MpD fue mucho más abrumadora de lo que los propios líderes del partido pensaban. Mascarenhas Monteiro, candidato presidencial del partido de cara a febrero, afirmó que si bien esperaba que ganaran, nunca creyó en un triunfo de tal magnitud. Por la medianoche del 13 de enero, al transmitirse los resultados, Veiga emitió un comunicado de prensa agradeciendo a la población por el resultado, afirmando que no se sorprendía porque desde su fundación el MpD había trabajado para lograr el triunfo, y afirmó que «no es una victoria para el MpD, sino para todo el pueblo caboverdiano». A su vez, en la madrugada del 14 de enero, a las dos de la mañana, Pires emitió un comunicado reconociendo la derrota. El primer ministro defendió el historial del PAICV en el gobierno y declaró que su partido continuaría luchando por la mejora y el desarrollo de la sociedad caboverdiana.
|  | 66.41 % |

|  | 33.59 % |

|  | 94.08 % |

|  | 0.54 % |

|  | 5.38 % |

|  | 100.00 % |

|  | 75.27 % |

### Resultado por distrito electoral
| Circunscripción                                      | Circunscripción |        |        |      |        |        |      | Válidos | Válidos | En blanco | En blanco | Anulados | Anulados | Participación | Participación | Registrados |
| Circunscripción                                      | Circunscripción | Votos  | %      | Esc. | Votos  | %      | Esc. | Votos   | %       | Votos     | %         | Votos    | %        | Votos         | %             | Registrados |
| ---------------------------------------------------- | --------------- | ------ | ------ | ---- | ------ | ------ | ---- | ------- | ------- | --------- | --------- | -------- | -------- | ------------- | ------------- | ----------- |
| João Baptista/Santa Isabel                           | 2               | 529    | 32,24% | 0    | 1.112  | 67,76% | 2    | 1.641   | 97,18%  | 7         | 0,41%     | 41       | 2,43%    | 1.689         | 89,04%        | 1.897       |
| João Baptista/Nossa Senhora do Monte                 | 2               | 1.244  | 52,74% | 1    | 1.114  | 47,26% | 1    | 2.358   | 94,74%  | 3         | 0,12%     | 128      | 5,14%    | 2.489         | 82,97%        | 3.000       |
| Nossa Senhora da Ajuda                               | 2               | 1.091  | 30,31% | 0    | 2.509  | 69,69% | 2    | 3.600   | 97,46%  | 17        | 0,46%     | 77       | 2,08%    | 3.694         | 91,59%        | 4.033       |
| Nossa Senhora da Conceição/Santa Catarina            | 3               | 2.160  | 38,22% | 1    | 3.492  | 61,78% | 2    | 5.652   | 96,50%  | 14        | 0,24%     | 191      | 3,26%    | 5.857         | 84,69%        | 6.916       |
| São Lourenço                                         | 2               | 1.140  | 37,13% | 1    | 1.930  | 62,87% | 1    | 3.070   | 95,43%  | 9         | 0,28%     | 138      | 4,29%    | 3.217         | 81,96%        | 3.925       |
| Nossa Senhora da Luz                                 | 2               | 762    | 42,76% | 1    | 1.020  | 57,24% | 1    | 1.782   | 94,99%  | 29        | 1,55%     | 65       | 3,46%    | 1.876         | 80,38%        | 2.334       |
| Nossa Senhora da Dores                               | 2               | 1.614  | 54,53% | 1    | 1.346  | 45,47% | 1    | 2.960   | 96,23%  | 26        | 0,88%     | 90       | 2,89%    | 3.076         | 70,23%        | 4.380       |
| Praia Urbano                                         | 12              | 11.404 | 61,76% | 8    | 7.062  | 38,24% | 4    | 18.466  | 96,59%  | 103       | 0,54%     | 548      | 2,87%    | 19.117        | 69,40%        | 27.548      |
| Praia Rural 1                                        | 2               | 2.830  | 70,91% | 2    | 1.161  | 29,09% | 0    | 3.991   | 96,56%  | 29        | 0,70%     | 113      | 2,74%    | 4.133         | 82,74%        | 4.995       |
| Praia Rural 2                                        | 2               | 1.102  | 56,48% | 1    | 849    | 43,52% | 1    | 1.951   | 92,20%  | 12        | 0,57%     | 153      | 7,23%    | 2.116         | 74,27%        | 2.849       |
| Santa Catarina                                       | 6               | 7.439  | 79,03% | 5    | 1.974  | 20,97% | 1    | 9.413   | 92,23%  | 51        | 0,50%     | 742      | 7,27%    | 10.206        | 69,87%        | 14.608      |
| São Salvador do Mundo                                | 2               | 1.707  | 69,67% | 2    | 743    | 30,33% | 0    | 2.450   | 86,06%  | 27        | 0,95%     | 370      | 12,99%   | 2.847         | 77,91%        | 3.654       |
| São Lourenço dos Orgãos/Santiago Maior               | 5               | 6.774  | 77,98% | 4    | 1.913  | 22,02% | 1    | 8.687   | 93,42%  | 44        | 0,47%     | 569      | 6,12%    | 9.300         | 76,78%        | 12.113      |
| Santo Amaro Abade/São Miguel                         | 5               | 5.606  | 73,39% | 4    | 2.033  | 26,61% | 1    | 7.639   | 93,76%  | 69        | 0,85%     | 439      | 5,39%    | 8.147         | 70,21%        | 11.604      |
| Nossa Senhora do Livramento/Nossa Senhora do Rosário | 2               | 3.123  | 77,09% | 2    | 928    | 22,91% | 0    | 4.051   | 93,67%  | 10        | 0,23%     | 264      | 6,10%    | 4.325         | 85,07%        | 5.084       |
| Santo Crucifixo/São Pedro Apóstolo                   | 2               | 3.830  | 86,50% | 2    | 598    | 13,50% | 0    | 4.428   | 93,61%  | 31        | 0,66%     | 271      | 5,73%    | 4.730         | 82,95%        | 5.702       |
| Santo António das Pombas                             | 2               | 1.872  | 71,07% | 2    | 762    | 28,93% | 0    | 2.634   | 90,70%  | 14        | 0,48%     | 256      | 8,82%    | 2.904         | 81,69%        | 3.555       |
| Santo André                                          | 2               | 1.020  | 79,87% | 2    | 257    | 20,13% | 0    | 1.277   | 90,70%  | 13        | 0,92%     | 118      | 8,38%    | 1.408         | 76,44%        | 1.842       |
| São João Baptista                                    | 2               | 2.952  | 72,62% | 2    | 1.113  | 27,58% | 0    | 4.065   | 91,86%  | 23        | 0,52%     | 338      | 7,62%    | 4.425         | 81,28%        | 5.444       |
| Nossa Senhora do Rosário                             | 3               | 2.538  | 63,48% | 2    | 1.460  | 36,52% | 1    | 3.998   | 85,15%  | 28        | 0,60%     | 669      | 14,25%   | 4.695         | 78,99%        | 5.944       |
| Nossa Senhora da Lapa                                | 2               | 559    | 67,43% | 2    | 270    | 32,57% | 0    | 829     | 90,51%  | 8         | 0,87%     | 79       | 8,62%    | 916           | 79,44%        | 1.153       |
| Nossa Senhora da Luz                                 | 12              | 16.028 | 79,06% | 10   | 4.244  | 20,94% | 2    | 20.272  | 94,82%  | 80        | 0,37%     | 1.028    | 4,81%    | 21.380        | 78,01%        | 27.408      |
| África                                               | 1               | 457    | 31,39% | 0    | 999    | 68,61% | 1    | 1.496   | 96,08%  | 7         | 0,45%     | 54       | 3,47%    | 1.557         | 52,32%        | 2.976       |
| América                                              | 1               | 102    | 21,03% | 0    | 383    | 78,97% | 1    | 485     | 97,98%  | 1         | 0,20%     | 9        | 1,82%    | 495           | 57,76%        | 857         |
| Europa                                               | 1               | 531    | 56,97% | 1    | 401    | 43,03% | 0    | 932     | 96,58%  | 18        | 1,87%     | 15       | 1,55%    | 965           | 32,20%        | 2.997       |
| Total                                                | 79              | 78.454 | 66,41% | 56   | 39.673 | 33,59% | 23   | 118.127 | 94,08%  | 673       | 0,54%     | 6.764    | 5,38%    | 125.564       | 75,27%        | 166.818     |

### Diputados electos
| Distrito electoral                                   | Distrito electoral                                   | Partido | Partido | Miembro                                     |
| ---------------------------------------------------- | ---------------------------------------------------- | ------- | ------- | ------------------------------------------- |
| João Baptista/Santa Isabel                           | João Baptista/Santa Isabel                           |         | PAICV   | Aristides Raimundo Lima                     |
| João Baptista/Santa Isabel                           | João Baptista/Santa Isabel                           |         | PAICV   | Eutrópio Lima da Cruz                       |
| João Baptista/Nossa Senhora do Monte                 | João Baptista/Nossa Senhora do Monte                 |         | MpD     | José María Gonçalves de Barros              |
| João Baptista/Nossa Senhora do Monte                 | João Baptista/Nossa Senhora do Monte                 |         | PAICV   | Carlos Augusto Duarte de Burgo              |
| Nossa Senhora da Ajuda                               | Nossa Senhora da Ajuda                               |         | PAICV   | Sidónio Fontes Lima Monteiro                |
| Nossa Senhora da Ajuda                               | Nossa Senhora da Ajuda                               |         | PAICV   | Júlio Lopes Correia                         |
| Nossa Senhora da Conceição/Santa Catarina            | Nossa Senhora da Conceição/Santa Catarina            |         | PAICV   | José Eduardo Dantas Ferreira                |
| Nossa Senhora da Conceição/Santa Catarina            | Nossa Senhora da Conceição/Santa Catarina            |         | PAICV   | Atelano João de Henrique da Fonseca         |
| Nossa Senhora da Conceição/Santa Catarina            | Nossa Senhora da Conceição/Santa Catarina            |         | MpD     | Alfedo Gonçalves Teixeira                   |
| San Loureço                                          | San Loureço                                          |         | PAICV   | João José Lopes da Silva                    |
| San Loureço                                          | San Loureço                                          |         | MpD     | Arnaldo Pina Pereira Silva                  |
| Nossa Senhora da Luz                                 | Nossa Senhora da Luz                                 |         | PAICV   | Adalberto Higino Tavares Silva              |
| Nossa Senhora da Luz                                 | Nossa Senhora da Luz                                 |         | MpD     | Joaquim Pedro Silva                         |
| João Baptista/Nossa Senhora do Monte                 | João Baptista/Nossa Senhora do Monte                 |         | MpD     | José María Gonçalves de Barros              |
| João Baptista/Nossa Senhora do Monte                 | João Baptista/Nossa Senhora do Monte                 |         | PAICV   | Carlos Augusto Duarte de Burgo              |
| Praia Urbano                                         | Praia Urbano                                         |         | MpD     | Carlos Alberto Wahnon de Carvalho Veiga     |
| Praia Urbano                                         | Praia Urbano                                         |         | MpD     | Eurico Correia Monteiro                     |
| Praia Urbano                                         | Praia Urbano                                         |         | MpD     | Jacinto Abreu dos Santos                    |
| Praia Urbano                                         | Praia Urbano                                         |         | MpD     | José António Mendes dos Reis                |
| Praia Urbano                                         | Praia Urbano                                         |         | MpD     | José Tomás Wahnon de Carvalho Veiga         |
| Praia Urbano                                         | Praia Urbano                                         |         | MpD     | José Teófilo Santos Silva                   |
| Praia Urbano                                         | Praia Urbano                                         |         | MpD     | María Deolinda Delgado Monteiro             |
| Praia Urbano                                         | Praia Urbano                                         |         | MpD     | Marino Gomes dos Anjos                      |
| Praia Urbano                                         | Praia Urbano                                         |         | PAICV   | Pedro de Verona Rodrigues Pires             |
| Praia Urbano                                         | Praia Urbano                                         |         | PAICV   | Orlando José Mascarenhas                    |
| Praia Urbano                                         | Praia Urbano                                         |         | PAICV   | Felisberto Alves Vieira                     |
| Praia Urbano                                         | Praia Urbano                                         |         | PAICV   | Admilo Waldir Fernandes                     |
| Praia Rural 1                                        | Praia Rural 1                                        |         | MpD     | Roberto Escolástico de Fernandes            |
| Praia Rural 1                                        | Praia Rural 1                                        |         | MpD     | Cipriano Sevedo Tavares                     |
| Praia Rural 2                                        | Praia Rural 2                                        |         | MpD     | Joaquim Pedro Silva                         |
| Praia Rural 2                                        | Praia Rural 2                                        |         | PAICV   | Adalberto Higino Tavares Silva              |
| Santa Catarina                                       | Santa Catarina                                       |         | MpD     | Carlos Alberto Barreto de Veiga             |
| Santa Catarina                                       | Santa Catarina                                       |         | MpD     | André Lopes Afonso                          |
| Santa Catarina                                       | Santa Catarina                                       |         | MpD     | Francisco Pereira                           |
| Santa Catarina                                       | Santa Catarina                                       |         | MpD     | Francisco Fernandes Tavares                 |
| Santa Catarina                                       | Santa Catarina                                       |         | MpD     | Moisés Gomes Monteiro                       |
| Santa Catarina                                       | Santa Catarina                                       |         | PAICV   | David Hopffer Almada                        |
| San Salvador do Mundo                                | San Salvador do Mundo                                |         | MpD     | Eugénio Estevão de Rocha Vaz                |
| San Salvador do Mundo                                | San Salvador do Mundo                                |         | MpD     | Alector Conceição Lopes da Silva            |
| San Loureço dos Orgãos/Santiago Maior                | San Loureço dos Orgãos/Santiago Maior                |         | MpD     | Amândio de Apresentação de Carvalho Tavares |
| San Loureço dos Orgãos/Santiago Maior                | San Loureço dos Orgãos/Santiago Maior                |         | MpD     | Julio Barros Andrade                        |
| San Loureço dos Orgãos/Santiago Maior                | San Loureço dos Orgãos/Santiago Maior                |         | MpD     | Pedro Alexandre Tavares Rocha               |
| San Loureço dos Orgãos/Santiago Maior                | San Loureço dos Orgãos/Santiago Maior                |         | MpD     | Moisés Pereira Vaz                          |
| San Loureço dos Orgãos/Santiago Maior                | San Loureço dos Orgãos/Santiago Maior                |         | PAICV   | Olívio Melício Pires                        |
| Santo Amaro Abade/San Miguel                         | Santo Amaro Abade/San Miguel                         |         | MpD     | Jorge Eduardo S'taubyn de Figuereido        |
| Santo Amaro Abade/San Miguel                         | Santo Amaro Abade/San Miguel                         |         | MpD     | Jacinto Vaz Furtado Miranda                 |
| Santo Amaro Abade/San Miguel                         | Santo Amaro Abade/San Miguel                         |         | MpD     | Carlos Alberto da Costa Monteiro            |
| Santo Amaro Abade/San Miguel                         | Santo Amaro Abade/San Miguel                         |         | MpD     | Hugo Policarpo Moreno                       |
| Santo Amaro Abade/San Miguel                         | Santo Amaro Abade/San Miguel                         |         | PAICV   | João Pereira Silva                          |
| Nossa Senhora do Livramento/Nossa Senhora do Rosário | Nossa Senhora do Livramento/Nossa Senhora do Rosário |         | MpD     | Jorge Pedro Maurício dos Santos             |
| Nossa Senhora do Livramento/Nossa Senhora do Rosário | Nossa Senhora do Livramento/Nossa Senhora do Rosário |         | MpD     | António Jorge Delgado                       |
| Santo Crucifixo/San Pedro Apóstolo                   | Santo Crucifixo/San Pedro Apóstolo                   |         | MpD     | António Pedro Maurício dos Santos           |
| Santo Crucifixo/San Pedro Apóstolo                   | Santo Crucifixo/San Pedro Apóstolo                   |         | MpD     | Manuel de Jesus Dias                        |
| Santo António das Pombas                             | Santo António das Pombas                             |         | MpD     | Júlio Augusto Pires Almeida                 |
| Santo António das Pombas                             | Santo António das Pombas                             |         | MpD     | Fernando Wahnon Pereira                     |
| Santo André                                          | Santo André                                          |         | MpD     | António do Espírito Santo Fonseca           |
| Santo André                                          | Santo André                                          |         | MpD     | Manuel de Jesus Dias                        |
| San João Baptista                                    | San João Baptista                                    |         | MpD     | Leão Monteiro Lopes                         |
| San João Baptista                                    | San João Baptista                                    |         | MpD     | César Augusto de Barbosa e Almeida          |
| Nossa Senhora do Rosário                             | Nossa Senhora do Rosário                             |         | MpD     | Amílcar Spencer Lopes                       |
| Nossa Senhora do Rosário                             | Nossa Senhora do Rosário                             |         | MpD     | Benvindo do Rosário Fernandes Oliveira      |
| Nossa Senhora do Rosário                             | Nossa Senhora do Rosário                             |         | PAICV   | José Carlos da Luz Delgado                  |
| Nossa Senhora da Lapa                                | Nossa Senhora da Lapa                                |         | MpD     | João de Deus Lopes da Silva Júnior          |
| Nossa Senhora da Lapa                                | Nossa Senhora da Lapa                                |         | MpD     | Jaime António do Rosário                    |
| Nossa Senhora da Luz                                 | Nossa Senhora da Luz                                 |         | MpD     | António Gualberto do Rosário                |
| Nossa Senhora da Luz                                 | Nossa Senhora da Luz                                 |         | MpD     | Germano da Cruz Almeida                     |
| Nossa Senhora da Luz                                 | Nossa Senhora da Luz                                 |         | MpD     | Maurino de Camões Brito Delgado             |
| Nossa Senhora da Luz                                 | Nossa Senhora da Luz                                 |         | MpD     | Maria Filomena do N. R. L. Aráujo           |
| Nossa Senhora da Luz                                 | Nossa Senhora da Luz                                 |         | MpD     | Martinho Crisóstomo Ramos                   |
| Nossa Senhora da Luz                                 | Nossa Senhora da Luz                                 |         | MpD     | António Tomar                               |
| Nossa Senhora da Luz                                 | Nossa Senhora da Luz                                 |         | MpD     | José Pires dos Santos                       |
| Nossa Senhora da Luz                                 | Nossa Senhora da Luz                                 |         | MpD     | Alfredo Ferreira Fortes                     |
| Nossa Senhora da Luz                                 | Nossa Senhora da Luz                                 |         | MpD     | Domingo António dos Santos Júnior           |
| Nossa Senhora da Luz                                 | Nossa Senhora da Luz                                 |         | MpD     | José Marcos Soares                          |
| Nossa Senhora da Luz                                 | Nossa Senhora da Luz                                 |         | PAICV   | Abílio Augusto Monteiro Duarte              |
| Nossa Senhora da Luz                                 | Nossa Senhora da Luz                                 |         | PAICV   | Silvino Manuel da Luz                       |
| Diáspora caboverdiana                                | África                                               |         | PAICV   | António Pereira Horta                       |
| Diáspora caboverdiana                                | América                                              |         | PAICV   | Franscisco de Pina Hernandes                |
| Diáspora caboverdiana                                | Europa                                               |         | MpD     | Maria da Glória Silva                       |

## Consecuencias
La noche posterior a la elección, el presidente Aristides Pereira transmitió un mensaje a la nación en la que felicitó al pueblo caboverdiano por la elección pacífica y declaró que el 13 de enero sería recordado como un punto de inflexión en la vida política del país. El entonces presidente de Portugal, Mário Soares, mantuvo conversaciones telefónicas tanto con Veiga como con Pires, enviando sus felicitaciones a los candidatos electos y a su vez congratulando al liderazgo del PAICV por organizar una elección transparente y haber reconocido la derrota. George H. W. Bush, presidente de los Estados Unidos, felicitó también al pueblo caboverdiano y elogió la «actitud cívica» mostrada por los miembros de los dos partidos contendientes, afirmando que «la democracia caboverdiana será un ejemplo para muchos países».